# 캐머런 매킨토시

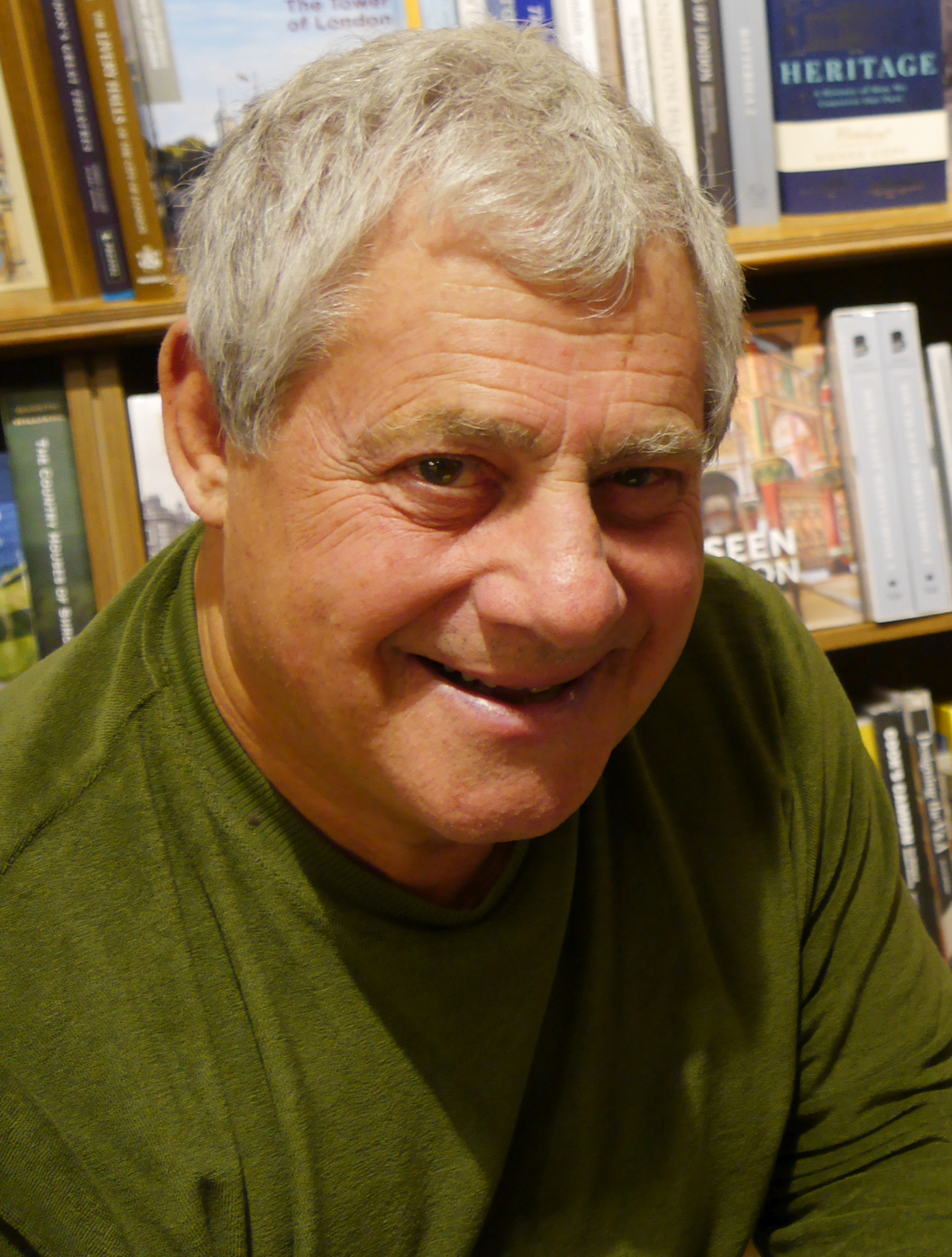
캐머런 매킨토시

캐머런 매킨토시 경(Sir Cameron Anthony Mackintosh, 1946년 10월 17일 ~ )은 영국의 뮤지컬 제작자이다. 《레 미제라블》, 《캣츠》, 《오페라의 유령》, 《미스 사이공》 등 전 세계적으로 크게 인기를 끈 뮤지컬들을 제작하였다.
《뉴욕 타임스》로부터 "세계에서 가장 성공적이고, 영향력이 있으며, 강력한 극장 제작자"라는 평을 받은 바 있다.

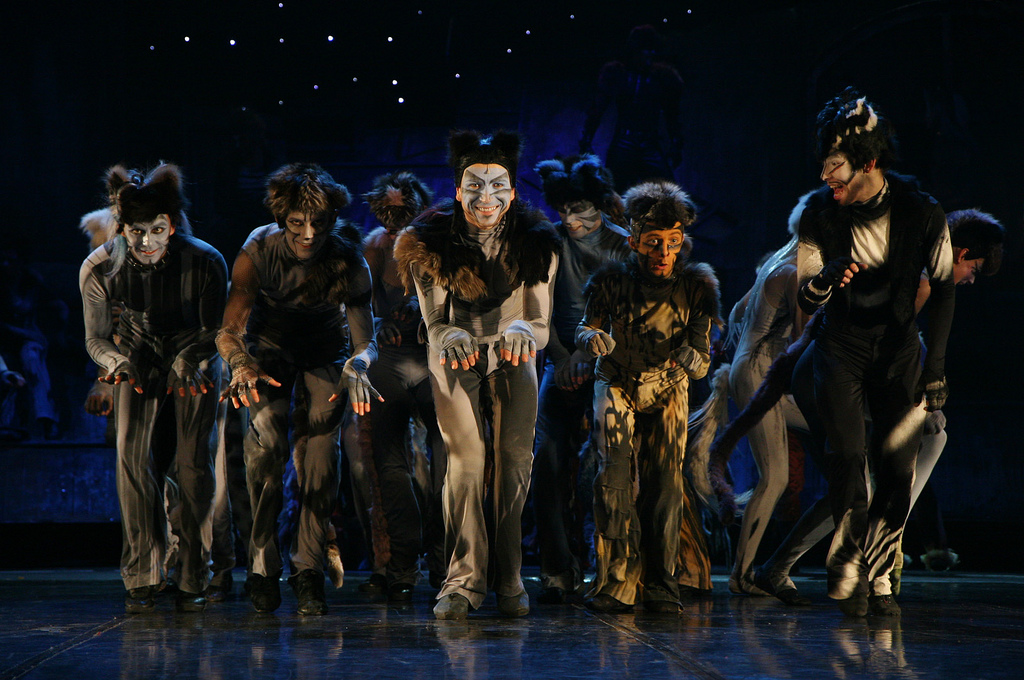
《캣츠》(CATS)

## 개인사
런던의 엔필드(Enfield)에서 스코틀랜드 출신 부친과 몰타 출신 모친 사이에서 태어났다. 모친의 가톨릭 신앙의 영향을 받았으며, 침례교 계통인 프라이어 파크 칼리지(Prior Park College)에서 교육을 받았다. 그의 남동생 로버트 맥킨토시 역시 제작자로 활동하고 있다.
8살 때 친척(aunt)의 손에 이끌려가서 보게 된 뮤지컬(Salad Days by Julian Slade)을 보고서 극장 제작자가 될 것을 바라게 되었다.
1996년 뮤지컬산업에 대한 공로를 인정받아 신년에 발표하는 New Year Honours List에 포함되어, 기사작위(Knight Bachelor)에 서임되었다.
배우자는 호주 출신 극장 사진작가인 마이클 르 포에르 트렌치(Michael Le Poer Trench)이다.
인간면역결핍 바이러스(HIV) 관련 자선단체 더 푸드 체인(The Food Chain)의 후원자이기도 하다.

## 출연 작품

### 영화
- 레미제라블 (2012년)